# 上海日本人俱樂部

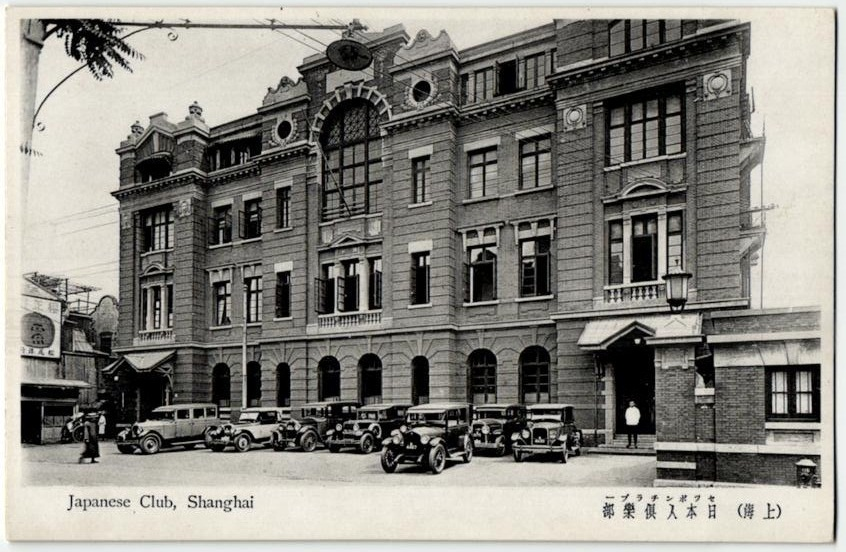
上海日本人俱樂部

上海日本人俱樂部是上海的一個已解散的日本人社交團體。其會所已被拆除，位於現上海市塘沽路309號。
上海日本人俱樂部成立於1908年。其會所建築有四層，一層是酒吧、球場，二層是餐廳，三層是劇場，四層是旅館，竣工於1914年。抗日戰爭之後，上海日本人俱樂部被國民政府接收，改作上海市民政局和上海市參議會的辦公地點。1949年之後，這座建築曾是虹口區人民政府的辦公地點。現該建築已被拆除。